# Massacres d'Odessa (1918)
Pour les articles homonymes, voir Massacre d'Odessa.
Les Massacres d'Odessa de 1918 désignent une vague de massacres commis en février 1918 pendant  la guerre civile russe sur instruction de Vladimir Ioudovskiy (ru) dirigeant du « Milrevkom » bolchévik, président de la république soviétique d'Odessa, afin de déchaîner la terreur rouge en ville.
Quatre cents officiers sont exécutés à bord du croiseur Almaz, transformés en bloc de glace sur le pont à force de jets d'eau, ou jetés vivants dans la chaudière. En outre, quatre cents familles accusées d'être « bourgeoises » sont massacrées par une foule en colère rassemblée par les nouvelles autorités.